# Can Cavaller (Vilobí d'Onyar)
Can Cavaller és una masia del segle xvi del municipi de Vilobí d'Onyar (Selva). Situada dins d'un gran recinte voltat per una tanca metàl·lica, conserva força intacta la seva fesomia original. Forma part de l'Inventari del Patrimoni Arquitectònic de Catalunya.

## Descripció
La construcció originària és de tipus basilical, amb vessants a laterals i és coneguda com a can Cavaller del Davant. A la part posterior té adossat un cos que allarga el principal de dues plantes i golfes amb vessants a laterals i que es coneix com a can Cavaller del Darrere i data del segle xvii. Probablement eren dues cases independents. La façana principal, orientada a sud, presenta un portal adovellat amb una bonica clau decorada amb un relleu que representa un cavaller matant un drac i la data inscrita de 1578. A sobre hi ha una finestra d'arc conopial amb arquets. La resta d'obertures són quadrangulars amb llinda monolítica i les de la primera planta tenen un motiu ornamental de fulla de roure. Les golfes presenten una galeria de tres arcs de mig punt amb barana de gelosia de rajol.
La façana de l'esquerra i la posterior tenen totes les obertures emmarcades amb pedra, alguna d'elles amb llinda decorada amb motiu ornamental de fulla de roure. La de la dreta té adossades dependències de serveis. A la part del davant de la casa trobem el pou. A l'interior l'estructura i els element originals han quedat amagats per l'adaptació de l'espai de la planta baixa en oficines, tot i que les parets que subdivideixen les diferents sales són de "pladur" i, per tant, és una intervenció reversible. S'han respectat les portes de pedra originals, mentre que al paviment s'hi ha sobreposat un terra modern.

## Història
Aquest mas existia en el capbreu de 1338, però l'edifici actual és del segle xvi (Can Cavaller del Davant) i del segle xvii (Can Cavaller del Darrere). Fins fa pocs anys va funcionar com a residència per al tractament de drogodependents. Actualment està arrendat per una empresa, Eurocountry, que es dedica al lloguer de camions. L'edifici allotja les oficines i l'espai exterior serveix d'aparcament dels vehicles. L'any 2005 es va refer el vessant dret de la teulada i es van substituir les bigues de fusta per unes de formigó i les teules velles per unes de noves industrials d'encaix que imiten les teules de tipus àrab.